# العراق وأسلحة الدمار الشامل

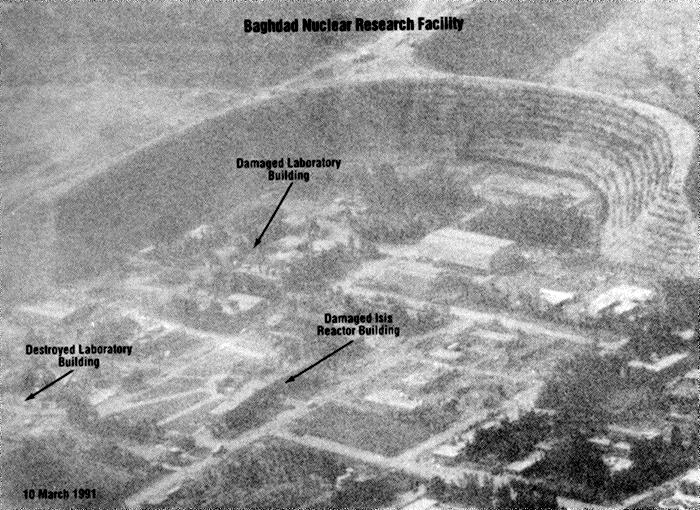
منشأة بغداد للأبحاث النووية - ١٠ آذار/مارس ١٩٩١

أجرى العراق بحوثًا نشطة في مجال أسلحة الدمار الشامل ثم وظفها لاحقًا من عام 1962 إلى عام 1991، عندما دمر مخزونه من الأسلحة الكيميائية وأوقف برامجه للأسلحة البيولوجية والنووية على النحو الذي طالب به مجلس الأمن التابع للأمم المتحدة. أُدين الرئيس الخامس للعراق، صدام حسين، على الصعيد الدولي لاستخدامه أسلحة كيميائية خلال حملة ثمانينيات القرن العشرين ضد المدنيين الإيرانيين والأكراد خلال حرب الخليج الأولى وبعدها. في ثمانينيات القرن العشرين، واصل صدام العمل على برنامج أسلحة بيولوجية واسع وبرنامج أسلحة نووية، رغم عدم صنع أي قنبلة نووية. بعد حرب الخليج الثانية (1990-1991)، حددت الأمم المتحدة (مع حكومة العراق) مواقع كميات كبيرة من الأسلحة الكيميائية العراقية والمعدات والمواد ذات الصلة بها ودمرتها، وأوقف العراق برامجه الكيميائية والبيولوجية والنووية.
في أوائل العقد الأول من القرن الحادي والعشرين، أكدت إدارتا جورج دبليو بوش وتوني بلير أن برامج أسلحة صدام حسين ما تزال تعمل بنشاط على بناء الأسلحة، وأكدت وجود مخزونات كبيرة مخبأة من أسلحة الدمار الشامل في العراق. بدأت عمليات التفتيش التي تقوم بها الأمم المتحدة لحل مسألة نزع السلاح المُستأنفة بين نوفمبر 2002 ومارس 2003، بموجب قرار مجلس الأمن التابع للأمم المتحدة رقم 1441، والذي طلب من حسين أن يقدم «تعاونًا فوريًا وغير مشروط ونشطًا» مع مفتشي الأمم المتحدة والوكالة الدولية للطاقة الذرية، قبل وقت قصير من تعرض دولته للهجوم. أكدت الولايات المتحدة أن عدم تعاون حسين المتكرر مثّل خرقًا للقرار رقم 1441، لكنها فشلت في إقناع مجلس الأمن التابع للأمم المتحدة بإصدار قرار جديد يجيز استخدام القوة لعدم كفاية الأدلة. رغم ذلك، أكد بوش على عدم إمكانية التدابير السلمية من تجريد العراق من الأسلحة التي ادّعى أنها كان بحوزته وشنّ حربًا خليجية ثانية بدلًا من ذلك. بعد عام، أصدر مجلس الشيوخ الأمريكي بصورة رسمية تقريرًا استخباراتيًا للجنة مجلس الشيوخ لفترة ما قبل الحرب على العراق الذي استنتج أن الكثير من تصريحات إدارة بوش قبل الحرب حول أسلحة الدمار الشامل العراقية كانت مضللة وغير مدعومة بالمعلومات المخابراتية الأساسية. في وقت لاحق، تبين من عمليات التفتيش التي قادتها الولايات المتحدة أن العراق توقف عن إنتاج وتخزين أسلحة الدمار الشامل في وقت سابق، ووصف الكثيرون الحرب بأنها «غلطة»، بما في ذلك جون ماكين المرشح الجمهوري للرئاسة في عام 2008 وكذلك دونالد ترامب الرئيس الخامس والاربعين للولايات المتحدة.
وقّع العراق على بروتوكول جنيف في عام 1931، ومعاهدة الحد من انتشار الأسلحة النووية في عام 1969، ومعاهدة حظر الأسلحة البيولوجية في عام 1972، ولكنه لم يقر بها حتى الحادي عشر من يونيو 1991. أقر العراق معاهدة حظر الأسلحة الكيميائية في يناير 2009، مع بدء سريان مفعولها في العراق بعد شهر في الثاني عشر من فبراير.

## إعداد البرنامج (من ستينيات إلى ثمانينيات القرن العشرين)
1959– وقع الاتحاد السوفيتي والعراق اتفاقية للاتحاد السوفيتي بتاريخ 17 أغسطس، تتضمن بناء محطة للطاقة النووية وإنشاء برنامج نووي كجزء من التفاهم المشترك بين الدولتين.
1968– بناء مفاعل أبحاث سوفيتي مزوَّد من نوع آي آر تي- 2000 بالقرب من بغداد إضافة إلى عدد من المنشآت الأخرى التي يمكن استخدامها لإنتاج النظائر المشعة.
1975– وصل صدام حسين إلى موسكو واستفسر عن بناء نموذج متقدم لمحطة توليد الطاقة الذرية. مقابل موافقتها، اشترطت موسكو أن تكون المحطة خاضعة لتنظيم الوكالة الدولية للطاقة الذرية، لكن العراق رفض ذلك. بيد أنه جرى التوقيع على اتفاقية للتعاون في 15 أبريل، والتي حلت محل اتفاقية عام 1959.
بعد 6 أشهر، وافقت باريس على بيع 72 كيلوغرامًا من يورانيوم 93 % وشيدت محطة طاقة نووية غير خاضعة لسيطرة الوكالة الدولية للطاقة الذرية بمبلغ قدره 3 مليارات دولار.
في أوائل سبعينيات القرن العشرين، أمر صدام حسين بإنشاء برنامج سري للأسلحة النووية. تلقت برامج أسلحة الدمار الشامل العراقية المساعدة من مجموعة واسعة من الشركات والحكومات في سبعينيات وثمانينيات القرن العشرين. كجزء من مشروع منشأة المثنى العامة رقم 922، ساهمت شركات ألمانية مثل كارل كوب في بناء منشآت عراقية للأسلحة الكيميائية مثل المختبرات والمخازن ومبنى إداري وأول مباني الإنتاج في أوائل ثمانينيات القرن العشرين تحت ستار مصنع لمبيدات الآفات. أرسلت شركات ألمانية أخرى 1,027 طنًا من المركبات الأولية لصنع غاز الخردل والسارين والتابون والغازات المسيلة للدموع. أتاح ذلك للعراق إنتاج 150 طنًا من عامل الخردل و60 طنًا من التابون في عامي 1983 و1984 على التوالي، وهو ما استمر طوال العقد. زودت خمس شركات ألمانية أخرى معدات لصنع ذيفان السجقية والسموم الفطرية لأغراض الحرب البيولوجية. في عام 1988، قدم المهندسون الألمان بيانات أجهزة الطرد المركزي التي ساعدت العراق في توسيع برنامجه للأسلحة النووية. جرى توفير معدات مخبرية ومعلومات أخرى، والتي شارك فيها العديد من المهندسين الألمان. إجمالًا، يُعد 52% من معدات العراق الدولية للأسلحة الكيميائية من أصل ألماني. طلبت المؤسسة الحكومية لإنتاج المبيدات مستنبتات وحاضنات من تجارة هندسة المياه في ألمانيا.

### مساعدة الدول الغربية في برنامج العراق لأسلحة الدمار الشامل
صدّرت الولايات المتحدة الدعم للعراق أثناء حرب الخليج الأولى والذي زادت قيمته عن 500 مليون دولار من الصادرات مزدوجة الاستعمال والتي وافقت عليها وزارة التجارة. كان من بينها أجهزة حاسوب متطورة استُخدم بعضها في برنامج العراق النووي. باعت كل من المجموعة الأمريكية للثقافة النوعية غير الربحية ومراكز مكافحة الأمراض أو أرسلتا عينات بيولوجية من الجمرة الخبيثة، وفيروس غرب النيل، والتسمم السجقي إلى العراق حتى عام 1989، والتي ادّعى العراق حاجته لها لأغراض البحث الطبي. استُخدم عدد من هذه المواد في برنامج العراق للبحث عن الأسلحة البيولوجية، بينما استُخدمت مواد أخرى لتطوير اللقاحات. على سبيل المثال، استقر الجيش العراقي على سلالة المجموعة الأمريكية للثقافة النوعية رقم 14578 باعتبارها سلالة الجمرة الخبيثة الوحيدة المُستخدمة كسلاح بيولوجي، وفقًا لما ورد عن تشارلز دويلفر.
في أواخر ثمانينيات القرن العشرين، منحت الحكومة البريطانية الإذن بصورة سرية لشركة ماتريكس تشرشل للأسلحة بدعم أجزاء من برنامج أسلحة صدام حسين، في حين قامت الصناعة البريطانية بتزويد جيرالد بول بالإمدادات أثناء تطويره لمشروع بابل. في مارس 1990، صودرت حقيبة مملوءة بالمحفزات النووية وهي متجهة إلى العراق في مطار هيثرو. كشف تقرير سكوت عن الكثير من السرية التي أحاطت بقضية تصدير السلاح إلى العراق عندما أصبحت معروفة. موّلت الحكومة البريطانية مصنعًا للكلور كان من المفترض أن يُستخدم لتصنيع غاز الخردل.
تعرض برنامج العراق للأسلحة النووية لنكسة خطيرة في عام 1981 عندما قصفت إسرائيل مفاعل تموز قبل أن يبدأ تشغيله، والذي كان بإمكانه إنتاج مواد نووية يمكن استخدامها في صنع الأسلحة. يختلف ديفيد أولبرايت ومارك هيبس مع هذا الرأي، في مؤلفاتهما لنشرة العلماء الذرية. إذ يذكران أن التحديات التكنولوجية التي لم تُحل بعد كانت كثيرة للغاية.

### الحرب العراقية الإيرانية
في عام 1980، قدمت وكالة استخبارات الدفاع الأمريكية تقريرًا يفيد بأن العراق كان يقوم بنشاط في تطوير قدرات الأسلحة الكيميائية لعدة سنوات، وهو ما ثبت لاحقًا أنه دقيق. في نوفمبر 1980، وبعد شهرين من اندلاع الحرب الإيرانية العراقية، حدث أول استخدام موثق للأسلحة الكيميائية عندما أفادت إذاعة طهران بشن هجوم بغاز سام على سوسنگرد من قبل القوات العراقية. ذكرت الأمم المتحدة أن العديد من الهجمات المماثلة وقعت في العام التالي، مما دفع إيران لتطوير واستخدام قدرات غاز الخردل. بحلول عام 1984، كان العراق يستخدم الغاز السام بفعالية كبيرة ضد الهجمات الإيرانية التي تُعرف بـ "هجوم الموجات البشرية". تم استخدام الأسلحة الكيميائية بشكل واسع ضد إيران خلال الحرب الإيرانية العراقية. في 14 يناير 1991، قالت وكالة استخبارات الدفاع إن عميلاً عراقياً وصف، بمصطلحات طبية دقيقة، ضحايا مرض الجدري العسكري الذين زعم أنه رآهم في 1985 أو 1986. بعد أسبوعين، أفاد مركز الاستخبارات الطبية للقوات المسلحة أن ثمانية من أصل 69 أسيرًا عراقيًا تم اختبار دمهم أظهروا مناعة ضد الجدري، وهو ما لم يحدث طبيعيًا في العراق منذ عام 1971؛ وكان هؤلاء الأسرى أيضًا قد تم تلقيحهم ضد الجمرة الخبيثة. وكان الافتراض أن العراق استخدم كل من الجدري والجمرة الخبيثة خلال هذه الحرب.
ذكرت صحيفة واشنطن بوست أنه في عام 1984، بدأت وكالة الاستخبارات المركزية الأمريكية سرًا بتوفير معلومات استخباراتية للجيش العراقي خلال الحرب الإيرانية العراقية. شملت هذه المعلومات استهداف ضربات الأسلحة الكيميائية. وفي نفس العام، تم تأكيد ذلك بلا شك من قبل أطباء أوروبيين ومهام خبراء من الأمم المتحدة بأن العراق كان يستخدم الأسلحة الكيميائية ضد الإيرانيين. وقعت معظم هذه الهجمات خلال الحرب الإيرانية العراقية، ولكن تم استخدام الأسلحة الكيميائية على الأقل مرة واحدة ضد الانتفاضة الشعبية الشيعية في جنوب العراق في عام 1991. تم استخدام الأسلحة الكيميائية بشكل واسع، حيث أفادت التقديرات الإيرانية بعد الحرب بأن أكثر من 100,000 إيراني تأثروا بأسلحة صدام حسين الكيميائية خلال الحرب التي استمرت ثماني سنوات مع العراق. اليوم، إيران هي ثاني أكثر الدول تأثراً بأسلحة الدمار الشامل، بعد اليابان. لا تشمل التقديرات الرسمية السكان المدنيين الملوثين في المدن الحدودية أو الأطفال وأقارب المحاربين القدامى، العديد منهم قد طوروا مضاعفات دموية ورئوية وجلدية، وفقًا لمنظمة المحاربين القدامى. ووفقًا للتقارير الرسمية، فقد قتلت غازات الأعصاب حوالي 20,000 جندي إيراني على الفور. من بين 90,000 ناجٍ، يسعى حوالي 5,000 للحصول على علاج طبي بانتظام وحوالي 1,000 ما زالوا محصورين في المستشفيات بحالات صحية خطيرة ومزمنة. تأثر العديد من الآخرين أيضًا بغاز الخردل. هناك استياء وغضب عميق في إيران من أن الدول الغربية كانت هي التي ساعدت العراق في تطوير وتوجيه ترسانة الأسلحة الكيميائية الخاصة به في المقام الأول، وأن العالم لم يفعل شيئًا لمعاقبة العراق على استخدامه للأسلحة الكيميائية طوال الحرب. على سبيل المثال، قامت الولايات المتحدة والمملكة المتحدة بعرقلة إدانة الهجمات الكيميائية المعروفة للعراق في مجلس الأمن التابع للأمم المتحدة. لم يتم تمرير أي قرار خلال الحرب ينتقد بشكل خاص استخدام العراق للأسلحة الكيميائية، على الرغم من رغبة الأغلبية في إدانة هذا الاستخدام. في 21 مارس 1986، اعترف مجلس الأمن التابع للأمم المتحدة بأن "الأسلحة الكيميائية قد استخدمت في العديد من المناسبات من قبل القوات العراقية ضد القوات الإيرانية"؛ وقد عارضت الولايات المتحدة هذه البيان، كونها الدولة الوحيدة التي صوتت ضده في مجلس الأمن (بينما امتنعت المملكة المتحدة).
في 23 مارس 1988، أفادت مصادر إعلامية غربية من حلبجة في كردستان العراق، أن العراق قد شن هجومًا كيميائيًا واسع النطاق على المدينة قبل عدة أيام. وكانت التقديرات اللاحقة تشير إلى أن 7,000 شخص قد قُتلوا و20,000 جريح. أدى هجوم غاز الخردل في حلبجة إلى ردود فعل دولية ضد العراقيين. في وقت لاحق من ذلك العام، اقترح مجلس الشيوخ الأمريكي قانون منع الإبادة الجماعية لعام 1988، الذي قطع جميع المساعدات الأمريكية للعراق وأوقف واردات النفط العراقي. عارضت إدارة ريغان مشروع القانون، واصفةً إياه بأنه سابق لأوانه، ومنعت في النهاية من دخوله حيز التنفيذ، جزئيًا بسبب تقييم خاطئ من وكالة استخبارات الدفاع التي ألقت باللوم على إيران في الهجوم. في وقت الهجوم، كانت المدينة تحت سيطرة القوات الإيرانية والمقاتلين الأكراد العراقيين المتحالفين مع طهران. ألقت السلطات العراقية باللوم على الهجوم في حلبجة على القوات الإيرانية. في 21 أغسطس 2006، بدأت محاكمة صدام حسين وستة من المتهمين الآخرين، بما في ذلك حسن المجيد ("علي الكيميائي")، بتهم الإبادة الجماعية ضد الأكراد. بينما لا تغطي هذه المحاكمة هجوم حلبجة، إلا أنها تغطي الهجمات على قرى أخرى خلال عملية "الأنفال" العراقية التي يُزعم أنها شملت قصفًا بأسلحة كيميائية.

## حرب الخليج 1991
في 2 أغسطس 1990، غزا العراق الكويت وتعرض لإدانة واسعة على الصعيد الدولي.
تحررت الكويت في عام 1991 بواسطة ائتلاف دولي من الدول، بقيادة الولايات المتحدة.
بموجب شروط وقف إطلاق النار التي حددها قرار مجلس الأمن 686، وقرار 687، تم حظر العراق من تطوير أو امتلاك أو استخدام الأسلحة الكيميائية والبيولوجية والنووية. كما منعت هذه القرارات الملزمة الصواريخ التي تزيد مدى إطلاقها عن 150 كيلومترًا. تم إنشاء لجنة الأمم المتحدة الخاصة بالعراق (UNSCOM) لتنفيذ عمليات التفتيش على الأسلحة في العراق، وكان من المقرر أن تحقق الوكالة الدولية للطاقة الذرية (IAEA) في تدمير برنامج العراق النووي.

### عمليات التفتيش
عمليات التفتيش من أونسكوم 1991–1998
تم إنشاء لجنة الأمم المتحدة الخاصة بالعراق (أونسكوم) بعد غزو الكويت في 1990 لتفتيش منشآت الأسلحة العراقية. ترأسها في البداية رولف أكيوس ولاحقًا ريتشارد باتلر. خلال عدة زيارات إلى العراق من قبل أونسكوم، قابل مفتشو الأسلحة العالمة العراقية رحاب رشيد طه التي درست في بريطانيا. وفقًا لتقرير من وكالة استخبارات الدفاع الأمريكية في عام 1999، انفجرت طه في نوبات من الغضب كلما سألها مفتشو أونسكوم عن مصنع الحكم، حيث كانت تصرخ وتكسر الكراسي، مصممة على أن المصنع هو مصنع علف دجاج. قال تشارلز دويلفر، نائب رئيس أونسكوم، لاحقًا للصحفيين: "كان هناك بعض الأشياء الغريبة في مصنع إنتاج علف الحيوانات هذا، بدءًا من الدفاعات الجوية الواسعة المحيطة به". تم تدمير المنشأة بواسطة أونسكوم في عام 1996.
في عام 1995، عرض مفتش الأسلحة الرئيسي في أونسكوم، رود بارتون من أستراليا، على طه مستندات حصلت عليها أونسكوم تُظهر أن الحكومة العراقية اشترت للتو 10 أطنان من وسط النمو من شركة بريطانية تُدعى أوكسويد. يُستخدم وسط النمو في المستشفيات ومختبرات الأبحاث. بينما كان استهلاك العراق من وسط النمو 200 كغم في السنة، استورد العراق 39 طنًا منه في عام 1988. عند إظهار هذا الدليل من قبل أونسكوم، اعترفت طه للمفتشين بأنها قامت بزراعة 19,000 لتر من سم ذيفان السجقية؛ و8,000 لتر من الجمرة الخبيثة؛ و2,000 لتر من الأفلاتوكسين، التي يمكن أن تسبب فشل الكبد؛ وبكتيريا المطثية الحاطمة، التي يمكن أن تسبب الغنغرينا الغازية؛ والريسين. كما اعترفت بإجراء أبحاث حول الكوليرا والسلمونيلا والحمى القلاعية ومرض جدري الجمل، وهو مرض يستخدم تقنيات النمو نفسها مثل الجدري، ولكن يُعتبر أكثر أمانًا للباحثين. كانت الاكتشافات المتعلقة بعمل طه مع جدري الجمل هي ما جعلت الاستخبارات الأمريكية والبريطانية تخشى أن يكون صدام حسين يخطط لتسليح فيروس الجدري. عانت العراق من تفشي الجدري في عام 1971، واعتقد مركز استخبارات الأسلحة ومكافحة انتشار الأسلحة (WINPAC) أن الحكومة العراقية احتفظت بمواد ملوثة.
خشي المفتشون من أن فريق طه قد أجرى تجارب على البشر. خلال إحدى عمليات التفتيش، اكتشفوا غرف استنشاق ,واحدة منها قياسها 5 أمتار مكعبة، على الرغم من عدم وجود دليل على أن العراقيين قد استخدموا قردة كبيرة في تجاربهم. وفقًا للمفتش السابق سكوت ريتر في كتابه "نهاية اللعبة: حل أزمة العراق"، علمت أونسكوم أنه بين 1 يوليو و15 أغسطس 1995، تم نقل 50 سجينًا من سجن أبو غريب إلى نقطة عسكرية في حديثة، شمال غرب العراق. تقول مجموعات المعارضة العراقية إن العلماء قاموا برش السجناء بالجمرة الخبيثة، على الرغم من عدم تقديم أي دليل لدعم هذه الادعاءات. خلال تجربة واحدة، قيل إن 12 سجينًا تم ربطهم بأعمدة بينما تم تفجير قذائف محملة بالجمرة الخبيثة بالقرب منهم. طلب فريق ريتر رؤية مستندات من سجن أبو غريب تظهر عدد السجناء. كتب ريتر أنهم اكتشفوا أن سجلات يوليو وأغسطس 1995 كانت مفقودة. عند سؤاله عن المستندات المفقودة، اتهمت الحكومة العراقية ريتر بأنه يعمل لصالح وكالة الاستخبارات المركزية ورفضت منح أونسكوم الوصول إلى مواقع معينة مثل مقر حزب البعث. على الرغم من أن إكيوس قد قال إنه قاوم محاولات التجسس هذه، إلا أنه تم تقديم العديد من الادعاءات ضد لجنة الوكالة تحت قيادة باتلر، وهي التهم التي نفى باتلر صحتها.
في أبريل 1991، قدم العراق أولى ما ستكون عدة إعلانات عن برامج الأسلحة الكيميائية الخاصة به. جاءت الإعلانات اللاحقة المقدمة من العراق في يونيو 1992، ومارس 1995، ويونيو 1996 بعد الضغط من أونسكوم. في فبراير 1998، حددت أونسكوم بالإجماع أنه بعد سبع سنوات من المحاولات لتحديد مدى برامج الأسلحة الكيميائية العراقية، لم يقدم العراق للجنة معلومات كافية ليتمكنوا من الاستنتاج بأن العراق قد اتخذ جميع خطوات نزع السلاح المطلوبة بموجب قرارات مجلس الأمن بشأن الأسلحة الكيميائية.
في أغسطس 1991، أعلن العراق لفريق التفتيش البيولوجي من أونسكوم أنه كان يمتلك برنامج أسلحة بيولوجية ولكنه كان لأغراض دفاعية. قدمت العراق بعد ذلك أول إعلان عن أسلحة بيولوجية بعد فترة وجيزة. بعد أن اعتبرت أونسكوم تلك الإعلانات غير مكتملة، تم فرض المزيد من الضغط على العراق للإعلان بشكل كامل. جاء الكشف الثاني عن الأسلحة البيولوجية في مارس 1995. بعد تحقيقات أونسكوم واكتشاف أدلة لا يمكن دحضها، اضطر العراق للاعتراف لأول مرة بوجود برنامج أسلحة بيولوجية هجومية. لكن العراق لا يزال ينفي تسليحها. أدى المزيد من الضغط من أونسكوم إلى الكشف الثالث عن أسلحة بيولوجية محظورة من العراق في أغسطس 1995. فقط بعد هروب الجنرال حسين كمال المجيد، وزير الصناعة والمعادن والمدير السابق لمؤسسة التصنيع العسكري العراقية، والذي كان مسؤولًا عن جميع برامج الأسلحة العراقية، إلى الأردن، اضطر العراق للكشف أن برنامج الحرب البيولوجية الخاص به كان أكثر شمولاً مما تم الاعتراف به سابقًا وأن البرنامج شمل التسليح. في ذلك الوقت، اعترف العراق بأنه حقق القدرة على إنتاج صواريخ ذات مدى أطول مما تم الاعتراف به سابقًا. عند هذه النقطة، قدم العراق لوكالة أونسكوم والوكالة الدولية للطاقة الذرية مزيدًا من الوثائق التي تبين أن حسين كمال المجيد كان قد أخفاها في مزرعة دجاج. قدمت هذه الوثائق مزيدًا من الاكتشافات بشأن تطوير العراق لغاز في إكس ومحاولاته لتطوير سلاح نووي. ستتبع المزيد من الإعلانات في يونيو 1996 وسبتمبر 1997. ومع ذلك، في أبريل ويوليو 1998، قُدّر فريق الأسلحة البيولوجية ورئيس أونسكوم أن إعلانات العراق كانت "غير قابلة للتحقق" و"غير مكتملة وغير كافية"، بعد سبع سنوات من تقديم أولى الإعلانات في 1991.
في أغسطس 1998، استقال ريتير من منصبه كمفتش أسلحة تابع للأمم المتحدة وانتقد بشدة إدارة كلينتون ومجلس الأمن الدولي لعدم ضغطهم بشكل كافٍ على العراق لتدمير أسلحته من الدمار الشامل. اتهم ريتير أيضًا الأمين العام للأمم المتحدة كوفي أنان بمساعدة العراق في إعاقة عمل أونسكوم. "العراق لا يقوم بنزع سلاحه"، قال ريتير في 27 أغسطس 1998، وفي بيان آخر: "العراق يحتفظ بالقدرة على إطلاق ضربة كيميائية". في عام 1998، غادر مفتشو أونسكوم العراق. هناك جدل كبير حول ما إذا كانوا "مسحوبين" أو "مطرودين" من البلاد من قبل المسؤولين العراقيين (كما زعم جورج بوش في خطابه عن "محور الشر")، أو اختاروا المغادرة لأنهم شعروا أن أيديهم مقيدة بما يكفي لرؤية المهمة كغير مجدية. وفقًا لباتلر نفسه في كتابه "صدام متحديًا"، كان السفير الأمريكي بيتر بيرلي، الذي يعمل بناءً على تعليمات من واشنطن، هو الذي اقترح على باتلر سحب فريقه من العراق لحمايتهم من الضربات الجوية الأمريكية والبريطانية القادمة, والتي حدثت في 16-19 ديسمبر 1998.

#### بين عمليات التفتيش: 1998–2003
في أغسطس 1998، أشار سكوت ريتر إلى أنه في غياب المراقبة الفعالة، يمكن للعراق "إعادة تكوين الأسلحة الكيميائية والبيولوجية، والصواريخ البالستية بعيدة المدى لنقل هذه الأسلحة، وحتى بعض جوانب برنامجه لتصنيع الأسلحة النووية".
في يونيو 1999، رد ريتر على مقابلة قائلاً: "عندما تسأل السؤال، 'هل يمتلك العراق أسلحة بيولوجية أو كيميائية قابلة للاستخدام العسكري؟' الجواب هو لا! إنها لا! هل يمكن للعراق إنتاج أسلحة كيميائية على نطاق مؤثر اليوم؟ لا! هل يمكن للعراق إنتاج أسلحة بيولوجية على نطاق مؤثر؟ لا! صواريخ بالستية؟ لا! الجواب هو 'لا' في جميع المجالات. لذا، من وجهة نظر نوعية، لقد تم نزع سلاح العراق." اتهم ريتر لاحقًا بعض موظفي لجنة الأمم المتحدة للمراقبة والتحقق والتفتيش بالتجسس، وانتقد بشدة إدارة بيل كلينتون لسوء استخدام موارد اللجنة للتنصت على الجيش العراقي. وفقًا لريتر: "العراق اليوم (1999) لا يمتلك قدرة حقيقية لإنتاج أسلحة دمار شامل."
في يونيو 2000، كتب ريتر مقالًا في مجلة "رابطة الحد الأدنى من السلاح" بعنوان "قضية نزع السلاح النوعي للعراق". في عام 2001، تم عرض فيلمه الوثائقي عن عمليات تفتيش الأسلحة في العراق بعنوان "في الرمال المتحركة: الحقيقة حول اللجنة الخاصة ونزع أسلحة العراق". تم تمويل الفيلم من قبل رجل أعمال عراقي أمريكي، غير معروف لريتر، والذي حصل على قسائم النفط مقابل الغذاء من الإدارة العراقية.
في عام 2002، صرح سكوت ريتر أنه بحلول عام 1998، تم التحقق من تدمير 90-95% من القدرات النووية والبيولوجية والكيميائية للعراق، والصواريخ البالستية بعيدة المدى القادرة على نقل مثل هذه الأسلحة. لم يكن من الممكن التحقق بنسبة 100% من الناحية الفنية، حسب ريتر، ليس لأن العراق كان لا يزال يمتلك أسلحة مخفية، ولكن لأن العراق قد دمر بعض المخزونات بشكل استباقي وادعى أنها لم توجد أبداً. الكثيرون تفاجؤوا بتغير رأي ريتر بشأن العراق خلال فترة لم تُجر فيها أي عمليات تفتيش.
خلال فترة التحضير للحرب 2002–2003، انتقد ريتر إدارة بوش وأكد أنها لم تقدم أي دليل موثوق على أن العراق قد أعاد تكوين قدرة كبيرة على إنتاج أسلحة الدمار الشامل. في مقابلة مع مجلة "تايم" في سبتمبر 2002، قال ريتر إن هناك محاولات لاستخدام لجنة الأمم المتحدة للتجسس على العراق. وفقًا لوسائل إعلام "نيويورك تايمز" و"واشنطن بوست" في 8 يناير 1999، "في مارس [1998]، في محاولة أخيرة لكشف الشبكات السرية للأسلحة والاستخبارات الخاصة بصدام حسين، استخدمت الولايات المتحدة فريق التفتيش التابع للأمم المتحدة لإرسال جاسوس أمريكي إلى بغداد لتركيب نظام تنصت إلكتروني متطور للغاية."
واجهت أونسكوم صعوبات متنوعة ونقصًا في التعاون من الحكومة العراقية. في عام 1998، تم سحب أونسكوم بناءً على طلب من الولايات المتحدة قبل عملية "ثعلب الصحراء". على الرغم من ذلك، كانت تقديرات أونسكوم نفسها تشير إلى أن 90-95% من أسلحة الدمار الشامل العراقية قد تم تدميرها بنجاح قبل انسحابها في عام 1998. بعد ذلك، بقي العراق دون أي مفتشين خارجيين لمدة أربع سنوات (من 1998 إلى 2002). خلال هذه الفترة، ظهرت تكهنات بأن العراق قد استأنف بنشاط برامجه لأسلحة الدمار الشامل. وعبّر العديد من الشخصيات في رئاسة جورج بوش الأبن، وكذلك في الكونغرس، عن قلقهم بشأن الأسلحة النووية.
توجد مناقشة حول ما إذا كان العراق لا يزال يمتلك برامج أسلحة دمار شامل بعد عام 1998 وما إذا كان تعاونه مع لجنة الأمم المتحدة للرصد والتحقق والتفتيش (UNMOVIC) كاملاً. قال كبير مفتشي الأسلحة هانس بليكس في يناير 2003 إن "الوصول قد تم توفيره إلى جميع المواقع التي أردنا تفتيشها" وأن العراق "تعاون بشكل جيد نسبيًا" في هذا الصدد، على الرغم من أن "العراق يبدو أنه لم يصل إلى قبول حقيقي لنزع السلاح." في 7 مارس، في خطاب أمام مجلس الأمن، ذكر هانس بليكس: "في هذا السياق، يتم الآن طرح السؤال عما إذا كان العراق قد تعاون "على الفور، بدون شروط، وبشكل نشط" مع لجنة الأمم المتحدة للرصد والتحقق والتفتيش، كما هو مطلوب بموجب الفقرة 9 من القرار 1441 (2002)... بينما يمكن رؤية العديد من المبادرات، التي تم اتخاذها الآن من قبل الجانب العراقي بهدف حل بعض مسائل نزع السلاح المستمرة، على أنها "نشطة"، أو حتى "استباقية"، إلا أن هذه المبادرات بعد 3-4 أشهر من القرار الجديد لا يمكن القول بأنها تشكل تعاونًا "فوريًا". ولا تغطي بالضرورة جميع المجالات ذات الصلة." بعض المسؤولين الأمريكيين فهموا هذا البيان المتناقض على أنه إعلان عن عدم الامتثال.
لم تُجرَ أي عمليات تفتيش للأسلحة في العراق لمدة تقارب الأربع سنوات بعد مغادرة الأمم المتحدة للعراق في عام 1998، وادعى العراق أنهم لن يُدعوا مرة أخرى. بالإضافة إلى ذلك، أصدر صدام "أمرًا سريًا" بعدم الالتزام بأي قرار من قرارات الأمم المتحدة، حيث كان يعتقد أن "الولايات المتحدة قد انتهكت القانون الدولي".
في عام 2001، صرح صدام: "نحن لسنا في بحث عن بناء أسلحة أو البحث عن أكثر الأسلحة ضررًا... ومع ذلك، لن نتردد أبدًا في امتلاك الأسلحة للدفاع عن العراق والأمة العربية". نشر المعهد الدولي للدراسات الاستراتيجية (IISS) في بريطانيا في سبتمبر 2002 مراجعة لقدرة العراق العسكرية، وخلص إلى أن العراق يمكن أن يجمع الأسلحة النووية في غضون أشهر إذا تم الحصول على مواد انشطارية من مصادر أجنبية. ومع ذلك، خلص المعهد أيضًا إلى أنه بدون هذه المصادر الأجنبية، سيستغرق الأمر سنوات كحد أدنى.
الدكتور مهدي عبيدي، الذي أنشأ برنامج أجهزة الطرد المركزي النووية لصدام والذي نجح في تخصيب اليورانيوم إلى درجة الأسلحة قبل حرب الخليج عام 1991، صرح في مقال في "نيويورك تايمز" أنه على الرغم من أن العلماء العراقيين يمتلكون المعرفة لإعادة بدء البرنامج النووي، فإن الفكرة بحلول عام 2002 أصبحت "حلمًا غامضًا من عصر آخر."

### حرب العراق
تم الاستشهاد بامتلاك أسلحة دمار شامل كالدافع الرئيسي وراء غزو العراق من قبل الولايات المتحدة.

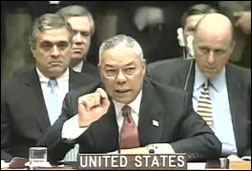
5 فبراير/شباط 2003 ـ وزير الخارجية الأمريكي كولن باول يحمل نموذجاً لقارورة من الجمرة الخبيثة أثناء تقديمه عرضاً أمام مجلس الأمن التابع للأمم المتحدة.

#### المقدمة
في أواخر عام 2002، دعا صدام حسين في رسالة إلى هانز بليكس مفتشي الأسلحة التابعين للأمم المتحدة للعودة إلى البلاد. وبعد ذلك، أصدرت الجمعية العامة للأمم المتحدة القرار 1441، الذي يخول عمليات تفتيش جديدة في العراق. زعمت الولايات المتحدة أن أحدث إعلان للأسلحة من العراق ترك مواد وذخائر غير محصورة؛ بينما ادعى العراقيون أن جميع هذه المواد قد تم تدميرها، وهو ما صرح به في وقت سابق أعلى المنشقين العراقيين مرتبة، حسين كامل المجيد. وفقًا لتقارير من وكالة التفتيش السابقة للأمم المتحدة، أونسكوم، أنتج العراق 600 طن متري من المواد الكيميائية، بما في ذلك غاز الخردل وفي إكس والسارين؛ ولا يزال نحو 25,000 صاروخ و15,000 قذيفة مدفعية تحتوي على مواد كيميائية غير محصورة.
في يناير 2003، أفاد مفتشو الأسلحة التابعون للأمم المتحدة أنهم لم يجدوا أي دليل على أن العراق يمتلك أسلحة نووية أو برنامجًا نشطًا. يختلف بعض المفتشين السابقين من أونسكوم حول ما إذا كان بإمكان الولايات المتحدة أن تعرف على وجه اليقين ما إذا كان العراق قد استأنف إنتاج أسلحة الدمار الشامل. قال روبرت غالوتشي: "إذا كان لدى العراق (يورانيوم أو بلوتونيوم)، فإن التقييم العادل سيكون أنهم يمكنهم تصنيع سلاح نووي، وليس هناك سبب للاعتقاد أننا سنكتشف إذا كان لديهم." وبالمثل، قال المفتش السابق جوناثان تاكر: "لا أحد يعرف حقًا ما يمتلكه العراق. لا يمكنك حقًا معرفة ما يجري داخل مصنع من صورة قمر صناعي." ومع ذلك، قال هانز بليكس في أواخر يناير 2003 إن العراق "لم يقبل بصدق قرارات الأمم المتحدة التي تطالب بنزع السلاح." وادعى أن هناك بعض المواد التي لم يتم حسابها. منذ العثور على مواقع تثبت تدمير الأسلحة الكيميائية، كانت أونسكوم تعمل بنشاط مع العراق على طرق للتأكد من أن الكميات المدمرة تتطابق مع الكميات التي أنتجها العراق. في التقرير ربع السنوي التالي بعد الحرب، يمكن جمع إجمالي كمية العناصر المحظورة التي دمرتها لجنة الأمم المتحدة للرصد والتحقق والتفتيش في العراق. تشمل هذه العناصر:
- 50 صاروخًا من طراز الصمود 2
- معدات متنوعة، بما في ذلك مركبات ومحركات ورؤوس حربية، تتعلق بصواريخ اي إٍس 2
- 2 غرف صب وقود كبيرة
- 14 قذيفة 155 مم مليئة بغاز الخردل، بلغ إجمالي غاز الخردل حوالي 49 لترًا وما زالت ذات نقاء عالٍ
- حوالي 500 مل من ثيو ثنائي الغليكول
- بعض الرؤوس الحربية الكيميائية من عيار 122 مم
- بعض المعدات الكيميائية
- 224.6 كغم من وسائط النمو منتهية الصلاحية
في محاولة لمواجهة الاتهامات بأن بعض ترسانات أسلحة الدمار الشامل كانت مخفية بالفعل عن المفتشين، سيجادل سكوت ريتير لاحقًا:
كما جادل ريتير بأن أسلحة الدمار الشامل التي كان يمتلكها صدام قبل كل تلك السنوات، إذا تم الاحتفاظ بها، كانت قد تحولت منذ فترة طويلة إلى مواد غير ضارة. وذكر أن السارين العراقي والتابون لهما مدة صلاحية تبلغ حوالي خمس سنوات، بينما يستمر في إكس لفترة أطول قليلاً (لكن ليس كثيرًا)، وأخيرًا قال إن سم البوتولينوم والأنثراكس السائل يدومان حوالي ثلاث سنوات.

#### التبرير القانوني

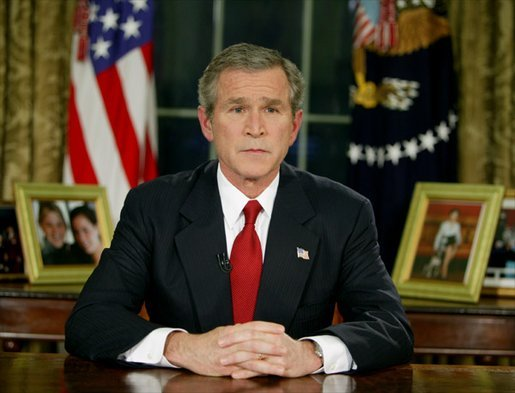
في التاسع عشر من مارس 2003، ألقى الرئيس جورج دبليو بوش خطاباً للأمة من المكتب البيضاوي، ليعلن بدء عملية تحرير العراق. "إن شعب الولايات المتحدة وأصدقائنا وحلفائنا لن يعيشوا تحت رحمة نظام خارج عن القانون يهدد السلام بأسلحة القتل الجماعي". وقد وجدت لجنة مجلس الشيوخ أن العديد من التصريحات التي أدلت بها الإدارة قبل الحرب بشأن أسلحة الدمار الشامل العراقية لم تكن مدعومة بالمعلومات الاستخباراتية الأساسية.

في 17 مارس 2003، وضع بيتر غولدسميث، المدعي العام للمملكة المتحدة، المبررات القانونية لحكومة بلاده لغزو العراق. قال إن قرار مجلس الأمن رقم 678 يخول استخدام القوة ضد العراق، الذي تم تعليقه ولكن لم يُلغَ بموجب القرار 687، الذي فرض التزامات مستمرة على العراق للتخلص من أسلحته من الدمار الشامل. إن خرقًا ماديًا للقرار 687 سيعيد تفعيل السلطة لاستخدام القوة بموجب القرار 678. في القرار 1441، اعتبر مجلس الأمن أن العراق في خرق مادي للقرار 687 لأنه لم يحقق التزاماته بالكامل لنزع السلاح. على الرغم من أن القرار 1441 منح العراق فرصة أخيرة للامتثال، كتب المدعي العام البريطاني غولدسميث: "من الواضح أن العراق قد فشل في الامتثال لذلك". أوضحت معظم حكومات أعضاء مجلس الأمن التابع للأمم المتحدة أنه بعد القرار 1441 لم يكن هناك إذن باستخدام القوة. في الواقع، عند تمرير القرار 1441، أكد ممثلا الولايات المتحدة والمملكة المتحدة صراحةً أنه لا يحتوي على أي نص للعمل العسكري. وقد قيل إن السفير الأمريكي آنذاك، جون دي. نيغروبونتي، قال:
"لا يوجد "آلية تلقائية" وهذه عملية ذات مرحلتين، وفي هذا الصدد قمنا بتلبية المخاوف الرئيسية التي تم التعبير عنها بشأن القرار [...] سيتم التعامل مع أي انتهاك، أو ما يُحكم بأنه موجود، في المجلس، وسيكون للمجلس الفرصة للنظر في الأمر قبل اتخاذ أي إجراء آخر".
وافق السفير البريطاني لدى الأمم المتحدة، السير جيريمي غرينستوك:
"لقد سمعنا بصوت عالٍ وواضح خلال المفاوضات المخاوف بشأن "الآلية التلقائية" و"المحفزات المخفية" – القلق من أنه في قرار بهذا القدر من الأهمية لا ينبغي علينا التسرع في العمل العسكري؛ وأن أي انتهاكات عراقية ينبغي مناقشتها في المجلس. دعوني أكون واضحًا أيضًا في ردي، كواحد من الرعاة المشاركين للنص الذي اعتمدناه: لا توجد "آلية تلقائية" في هذا القرار".
لم تتح لهيئة الأمم المتحدة الفرصة لتعلن أن العراق قد فشل في أخذ "فرصته النهائية" للامتثال حيث جعل غزو الولايات المتحدة للعراق هذا الأمر غير ذي موضوع. صرح الرئيس الأمريكي جورج بوش أن صدام حسين كان لديه 48 ساعة للاستقالة ومغادرة العراق.

#### توسيع المعلومات الاستخباراتية للائتلاف
في 30 مايو 2003، صرح بول وولفويتس في مقابلة مع مجلة "فانيتي فير" أن قضية أسلحة الدمار الشامل كانت نقطة الاتفاق الكبرى بين فريق بوش بين الأسباب لإزالة صدام حسين من الحكم. قال: "الحقيقة هي أنه لأسباب تتعلق ببيروقراطية الحكومة الأمريكية، استقرينا على القضية الوحيدة التي يمكن للجميع الاتفاق عليها، وهي أسلحة الدمار الشامل كسبب جوهري، ولكن هناك دائمًا ثلاثة مخاوف أساسية. أحدها هو أسلحة الدمار الشامل، والثاني هو دعم الإرهاب، والثالث هو المعاملة الإجرامية للشعب العراقي. في الواقع، أعتقد أنه يمكنك القول إن هناك سببًا رابعًا هو العلاقة بين السببين الأولين".
في مقابلة مع بي بي سي في يونيو 2004، قال ديفيد كاي، رئيس فريق الاستقصاء المتعلق بالعراق سابقًا: "أي شخص يعتقد – كما أفهم أن رئيس الوزراء بلير قد قال مؤخرًا – أن مجموعة التحقيق في العراق ستكشف عن أسلحة دمار شامل فعلية، هو في الحقيقة واهم".
في عام 2002، انتقد سكوت ريتر، مفتش الأسلحة السابق في أونسكوم، إدارة بوش ووسائل الإعلام بشدة لاستخدام شهادة عالم النووي العراقي السابق خضر حمزة، الذي انشق عن العراق في عام 1994، كمبرر لغزو العراق:
"استولينا على جميع سجلات البرنامج النووي العراقي، خاصة السجلات الإدارية. لدينا أسماء جميع من كانوا يعملون، أين كانوا يعملون، ماذا كانوا يفعلون، وأعلى القائمة، "صانع قنابل" صدام (وهو عنوان كتاب حمزة، وكسب اللقب بعد ذلك) كان رجلًا يُدعى جعفر ذيّا جعفر، وليس خضير حمزة، وإذا نظرت إلى قائمة كبار الشخصيات الإدارية، لن تجد اسم حمزة هناك. في الواقع، لم نجد اسمه على الإطلاق. لأنه في عام 1990، لم يكن يعمل في البرنامج النووي العراقي. لم يكن لديه أي معرفة به لأنه كان يعمل كأخصائي عمولات لحسين كامل في القصر الرئاسي.
ذهب إلى شمال العراق والتقى بأحمد الجلبي. دخل وقال، أنا "صانع قنابل" صدام. فتصلوا بوكالة الاستخبارات المركزية ويقولون: "نحن نعرف من أنت، أنت لست "صانع قنابل" صدام، اذهب وقم ببيع قصتك لشخص آخر". وتم إطلاق سراحه، وتم رفضه من قبل جميع أجهزة الاستخبارات في ذلك الوقت، إنه نصاب.
وهنا، شخص تيعرف وكالة الاستخبارات المركزية أنه نصاب، الحكومة الأمريكية تعرف أنه نصاب، يُسمح له بالجلوس أمام لجنة العلاقات الخارجية في مجلس الشيوخ الأمريكي وإعطاء شهادة كشاهد خبير. لدي مشكلة في ذلك، لدي مشكلة مع وسائل الإعلام الأمريكية، وقد أخبرتهم مرارًا وتكرارًا أن هذا الرجل نصاب يمكن توثيقه، مزيف، ومع ذلك يسمح له بالظهور على سي ان ان وإم إس إن بي سي وسي إن بي سي، والإدلاء بشهادته كما لو كان يعرف ما يتحدث عنه".
في 4 يونيو 2003، أعلن السيناتور الأمريكي بات روبرتس أن اللجنة المختارة للاستخبارات التي يرأسها ستجري، كجزء من إشرافها المستمر على مجتمع الاستخبارات، مراجعة للاستخبارات بشأن أسلحة الدمار الشامل العراقية. في 9 يوليو 2004، أصدرت اللجنة تقرير مجلس الشيوخ حول استخبارات أسلحة الدمار الشامل العراقية. في 17 يوليو 2003، قال رئيس الوزراء البريطاني توني بلير في خطاب له أمام الكونغرس الأمريكي، إن التاريخ سيسامح الولايات المتحدة والمملكة المتحدة، حتى لو كانوا مخطئين بشأن أسلحة الدمار الشامل. لا يزال يصر على أنه "مع كل جزيء من الغريزة والقناعة" كان لدى العراق أسلحة دمار شامل.
في 3 فبراير 2004، أعلن وزير الخارجية البريطاني جاك سترو عن تحقيق مستقل، برئاسة اللورد بتلر من بروكويل، لفحص موثوقية الاستخبارات البريطانية المتعلقة بأسلحة الدمار الشامل المزعومة في العراق. تم نشر مراجعة بتلر في 14 يوليو 2004.

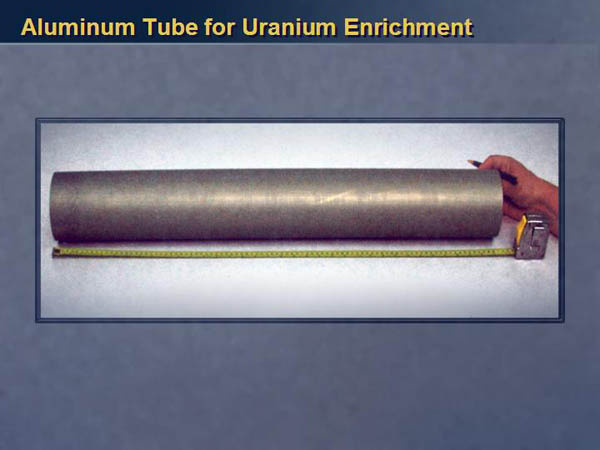
شريحة عرض استخدمها وزير الخارجية الأمريكي كولن باول في مجلس الأمن التابع للأمم المتحدة في الفترة التي سبقت غزو العراق عام 2003

في فترة التحضير للحرب عام 2003، نشرت صحيفة نيويورك تايمز عددًا من المقالات التي تدعي إثبات امتلاك العراق لأسلحة دمار شامل. واحدة من هذه المقالات، التي كتبتها جوديث ميلر، ساعدت في إقناع الجمهور الأمريكي بأن العراق يمتلك هذه الأسلحة: في سبتمبر 2002، كتبت عن شحنة من أنابيب الألومنيوم التي تم اعتراضها، والتي قالت نيويورك تايمز إنها كانت ستستخدم لتطوير مواد نووية. ومن المعروف الآن عمومًا أنها لم تكن مخصصة (أو مناسبة) لهذا الغرض، بل كانت تستخدم لصواريخ المدفعية. وقد تبع القصة ظهورات تلفزيونية لكولين باول، ودونالد رامسفيلد، وكوندوليزا رايز، جميعهم أشاروا إلى القصة كجزء من الأساس لاتخاذ إجراء عسكري ضد العراق. تم تقديم مصادر ميلر لها من قبل أحمد الجلبي، المنفى العراقي الذي كان يؤيد غزو الولايات المتحدة للعراق. كما أن ميلر مدرجة كمتحدثة في منتدى الشرق الأوسط، وهي منظمة أعلنت دعمها علنًا للغزو. في مايو 2004، نشرت نيويورك تايمز افتتاحية أكدت فيها أن صحافتها خلال التحضير للحرب كانت أحيانًا متساهلة. ويبدو أن الحالات التي استخدمت فيها المصادر العراقية كانت إما جاهلة بالحالة الحقيقية لأسلحة العراق أو كذبت على الصحافيين لتحقيق أهدافهم الخاصة.
رغم الفشل الاستخباراتي، تمسك بوش بقراره غزو العراق، قائلًا:
"لكن ما لم يكن خاطئًا هو أن صدام حسين غزا بلدًا، وقد استخدم أسلحة دمار شامل، وكان لديه القدرة على صنع أسلحة دمار شامل، وكان يطلق النار على طيارينا. كان راعيًا للإرهاب. إن إزالة صدام حسين كان الشيء الصحيح من أجل السلام العالمي وأمن بلادنا."
في خطاب أمام مجلس الشؤون العالمية في شارلوت، كارولاينا الشمالية، في 7 أبريل 2006، قال الرئيس بوش إنه "يفهم تمامًا أن الاستخبارات كانت خاطئة، وأنه كان محبطًا تمامًا مثل الجميع" عندما فشلت القوات الأمريكية في العثور على أسلحة دمار شامل في العراق.
كانت الاستخبارات قبل الغزو عام 2003 تستخدم بشكل كبير كحجج لدعم التدخل العسكري، مع اعتبار تقرير وكالة الاستخبارات المركزية في أكتوبر 2002 حول أسلحة الدمار الشامل العراقية الأكثر موثوقية المتاحة في ذلك الوقت.
"وفقًا لتقرير وكالة الاستخبارات المركزية، فإن جميع خبراء الاستخبارات الأمريكية يتفقون على أن العراق يسعى إلى الحصول على أسلحة نووية. ولا شك أن صدام حسين يريد تطوير أسلحة نووية." السيناتور جون كيري (ديمقراطي-ماساشوستس) - سجل الكونغرس، 9 أكتوبر 2002 
في 29 مايو 2003، ظهر أندرو جيليجان في برنامج اليوم على بي بي سي في الصباح الباكر. وأفاد أن الحكومة "أمرت (بملف سبتمبر، وهو ملف حكومي بريطاني حول أسلحة الدمار الشامل) ليتم تجميله، ليصبح أكثر إثارة، وطلبت اكتشاف المزيد من الحقائق..." 
في 27 مايو 2003، أبلغت مهمة سرية من وكالة استخبارات الدفاع الأمريكية في العراق المسؤولين الاستخباراتيين في واشنطن بالإجماع أن مقطورتين تم التقاطهما في العراق من قبل القوات الكردية "لا علاقة لهما بأسلحة بيولوجية." كانت هذه المقطورات جزءًا رئيسيًا من الحجة للغزو عام 2003؛ حيث أخبر وزير الخارجية كولن باول مجلس الأمن الدولي: "لدينا أوصاف مباشرة لمصانع أسلحة بيولوجية على عجلات وعلى سكك حديدية. نعرف كيف تبدو أجهزة التخمر. نعرف كيف تبدو الصناديق، والمضخات، والضواغط، والأجزاء الأخرى." تم إرسال فريق من البنتاغون للتحقيق في المقطورات بعد الغزو. وقد وجد فريق الخبراء بالإجماع "عدم وجود أي ارتباط بأي شيء بيولوجي"؛ حيث قال أحد الخبراء للصحفيين إنهم أطلقوا على المقطورات بشكل خاص "أكبر مراحيض رملية في العالم." كان التقرير مصنفًا، وفي اليوم التالي، أصدرت وكالة الاستخبارات المركزية تقييمًا علنيًا لمحلليها في واشنطن يفيد بأن المقطورات كانت "إنتاج أسلحة بيولوجية متنقلة." استمر البيت الأبيض في الإشارة إلى المقطورات كمعامل بيولوجية متنقلة طوال العام، وظل التقرير الميداني للبنتاغون مصنفًا. وما زال مصنفًا، لكن تقريرًا لواشنطن بوست في 12 أبريل 2006 كشف بعض تفاصيل التقرير. وفقًا للصحيفة:
أكد متحدث باسم وكالة استخبارات الدفاع أن نتائج الفريق لم يتم تجاهلها أو قمعها، بل تم تضمينها في عمل مجموعة المسح العراقية، التي قادت البحث الرسمي عن أسلحة العراق للدمار الشامل. وأشار التقرير النهائي لمجموعة المسح في سبتمبر 2004، بعد 15 شهرًا من كتابة التقرير الفني، إلى أن المقطورات كانت "غير عملية" لإنتاج الأسلحة البيولوجية وكانت "معدة تقريبًا" لتصنيع الهيدروجين لأغراض بالونات الطقس.
وتم اقتباس الجنرال الأمريكي تومي فرانكس قائلاً: "أعتقد أنه لا أحد في هذا البلد كان أكثر دهشة مني عندما لم تُستخدم أسلحة الدمار الشامل ضد قواتنا أثناء تقدمها نحو بغداد." 
في 6 فبراير 2004، أعلن الرئيس الأمريكي جورج بوش عن تشكيل لجنة المخابرات العراقية، برئاسة تشارلز روب و لورانس سيلبرمان، للتحقيق في الاستخبارات الأمريكية، وبشكل خاص فيما يتعلق بالغزو عام 2003 للعراق وأسلحة العراق للدمار الشامل. في 8 فبراير 2004، اتهم هانز بليكس، في مقابلة مع قناة بي بي سي، الحكومتين الأمريكية والبريطانية بتضخيم تهديد أسلحة الدمار الشامل في العراق، من أجل تعزيز القضية للحرب عام 2003 ضد حكومة صدام حسين.

#### فريق الاستقصاء المتعلق بالعراق
في 30 مايو 2003، أبلغت وزارة الدفاع الأمريكية وسائل الإعلام أنها جاهزة لبدء العمل رسميًا في فريق الاستقصاء المتعلق بالعراق (ISG)، وهي مهمة لجمع المعلومات من ائتلاف احتلال العراق حول برامج أسلحة الدمار الشامل التي طورتها العراق، متخذةً من البريطانيين والأمريكيين في قوة الاستغلال رقم 75 مكانًا لها.
تم العثور على عدة منشآت نووية، بما في ذلك منشأة الابحاث النووية في بغداد ومنشأة التويثة للأبحاث النووية ، وقد تعرضت للنهب في الشهر الذي تلا الغزو. (غيلمان، 3 مايو 2003) في 20 يونيو 2003، أفادت الوكالة الدولية للطاقة الذرية بأنه تم استعادة أطنان من اليورانيوم، بالإضافة إلى مواد مشعة أخرى مثل الثوريوم، وأن الغالبية العظمى قد ظلت في الموقع. كانت هناك عدة تقارير عن حالات مرض إشعاعي في المنطقة. وقد تم الاقتراح بأن الوثائق والمواقع المشتبه بها كانت قد نهبت وأحرقت في العراق من قبل اللصوص في الأيام الأخيرة من الحرب.
في 30 سبتمبر 2004، أصدرت مجموعة المسح العراقية تقريرها النهائي. ومن بين النتائج الرئيسية كانت:
1. - "كان صدام حسين يهيمن على النظام العراقي إلى درجة أن نواياه الاستراتيجية كانت خاصة به وحده. أراد إنهاء العقوبات مع الحفاظ على القدرة على إعادة تشكيل أسلحته للدمار الشامل عندما يتم رفع العقوبات." [95]
2. - "أراد صدام إعادة إنشاء قدرة العراق على إنتاج أسلحة دمار شامل، التي دُمرت بشكل أساسي في عام 1991، بعد رفع العقوبات واستقرار اقتصاد العراق، ولكن على الأرجح مع مزيج مختلف من القدرات عن تلك التي كانت موجودة سابقًا. كان صدام يطمح إلى تطوير قدرة نووية - بشكل تدريجي، بغض النظر عن الضغوط الدولية والمخاطر الاقتصادية الناتجة - لكنه كان ينوي التركيز على قدرات الصواريخ الباليستية والحرب الكيميائية التكتيكية." [95]
3. - "كانت إيران هي المحفز الأبرز لسياسة (أسلحة العراق للدمار الشامل). اعتبر جميع المسؤولين العراقيين الكبار إيران العدو الرئيسي للعراق في المنطقة. وكانت الرغبة في تحقيق التوازن مع إسرائيل والحصول على مكانة وتأثير في العالم العربي أيضًا اعتبارات، لكنها كانت ثانوية." [95]
4. - "لم يكن لدى النظام السابق استراتيجية مكتوبة رسمية أو خطة لإعادة إحياء أسلحة الدمار الشامل بعد رفع العقوبات. كما لم يكن هناك مجموعة محددة من صانعي السياسات أو المخططين لأسلحة الدمار الشامل منفصلة عن صدام. بدلاً من ذلك، كان مساعدوه يفهمون أن إحياء أسلحة الدمار الشامل كان هدفه من خلال علاقتهم الطويلة مع صدام وتعليقاته وتوجيهاته اللفظية غير المتكررة ولكن الحازمة لهم." [95]
5. - "لم يعتبر صدام الولايات المتحدة خصمًا طبيعيًا، كما فعل مع إيران وإسرائيل، وكان يأمل أن تستعيد العراق علاقاتها الجيدة مع الولايات المتحدة، وفقًا لطارق عزيز والسكرتير الرئاسي." [95]
6. - أظهرت الأدلة نضوج وأهمية البرنامج النووي العراقي قبل عام 1991، لكن العراق فقدت تدريجيًا قدرتها على إعادة تشكيل برنامج الأسلحة النووية بعد ذلك التاريخ.
7. - تم إخفاء البرنامج النووي بالكامل، كما هو الحال مع برنامج الأسلحة البيولوجية. وقد أجبرت عمليات التفتيش العدوانية للأمم المتحدة بعد عاصفة الصحراء صدام على الاعتراف بوجود البرنامج وتدمير أو تسليم مكوناته.
8. - بعد عاصفة الصحراء، أخفى العراق العناصر الرئيسية من برنامجه وحافظ على ما استطاع من قدرات المجتمع العلمي النووي.
9. - "كان الهدف الأساسي لصدام من 1991 إلى 2003 هو رفع العقوبات المفروضة من الأمم المتحدة، مع الحفاظ على أمن النظام. سعى إلى تحقيق توازن بين الحاجة للتعاون مع عمليات التفتيش التابعة للأمم المتحدة - لكسب الدعم لرفع العقوبات - مع نيته للحفاظ على رأس المال الفكري للعراق في مجال أسلحة الدمار الشامل مع الحد الأدنى من التدخلات الخارجية وفقدان الهيبة. "لقد ظل هذا هو الهدف حتى نهاية النظام، حيث أن البدء في أي برنامج لأسلحة الدمار الشامل، سواء كان واضحاً أو غير ذلك، كان يهدد بإلغاء التقدم المحرز في تآكل العقوبات وتعريض نهاية سياسية للحظر والمراقبة الدولية للخطر؛" [95]
10. - كانت هناك عدد محدود من الأنشطة بعد عام 1995 التي كانت ستساعد في إعادة تشكيل برنامج الأسلحة النووية بمجرد رفع العقوبات.

وجد التقرير أن "مجموعة المسح العراقية لم تجد دليلًا على أن صدام كان يمتلك مخزونات من أسلحة الدمار الشامل في عام 2003، لكن (هناك) إمكانية لوجود بعض الأسلحة في العراق، على الرغم من عدم وجود قدرة عسكرية ذات دلالة." كما خلص التقرير إلى وجود نية محتملة لاستئناف جميع برامج الأسلحة المحظورة بمجرد رفع العقوبات المتعددة الأطراف، مع سعي صدام حسين لمتابعة انتشار أسلحة الدمار الشامل في المستقبل: "هناك مجموعة واسعة، لكنها مجزأة وظروفية، من الأدلة تشير إلى أن صدام اتبع استراتيجية للحفاظ على قدرة العودة إلى أسلحة الدمار الشامل بعد رفع العقوبات..."  لم يعتقد أي مسؤول عراقي كبير تم استجوابه من قبل فريق الاستقصاء المتعلق بالعراق أن صدام قد تخلى عن أسلحة الدمار الشامل إلى الأبد.
في 6 أكتوبر 2004، أعلن رئيس فريق الاستقصاء المتعلق بالعراق، تشارلز دويلفر، للجنة الخدمات المسلحة في مجلس الشيوخ الأمريكي أن المجموعة لم تجد أي دليل على أن العراق تحت حكم صدام حسين قد أنتج أو خزن أي أسلحة للدمار الشامل منذ عام 1991، عندما تم فرض عقوبات الأمم المتحدة.
بعد أن بدأ التعاون مع القوات الأمريكية في بغداد في عام 2003، سلم الدكتور مهدي عبيدي، الذي كان يدير برنامج صدام للطرد المركزي النووي حتى عام 1997، مخططات للطرد المركزي النووي بالإضافة إلى بعض مكونات الطرد المركزي الفعلية، التي كانت مخزنة في منزله - مدفونة في الفناء الأمامي - في انتظار أوامر من بغداد للمتابعة. وقال: "كان يجب علي الحفاظ على البرنامج حتى النهاية المرة." في كتابه "القنبلة في حديقتي: أسرار عبقري صدام النووي"، يشرح المهندس النووي العراقي أن مخزونه النووي كان المفتاح الذي كان يمكن أن يفتح ويعيد تشغيل برنامج تصنيع القنابل لصدام. ومع ذلك، كان سيتطلب استثمارًا ضخمًا وإعادة إنشاء آلاف من أجهزة الطرد المركزي لإعادة تشكيل برنامج تخصيب مركزي كامل.
في مقابلة أجراها في 26 يناير 2004 مع توم بروكاو من شبكة إن بي سي، وصف كاي برامج العراق النووية والكيميائية والبيولوجية بأنها كانت في مرحلة "بدائية". كما صرح بأنه "ما وجدناه، كما يحقق الآخرون، هو أننا وجدنا الكثير من الجماعات الإرهابية والأفراد الذين مروا عبر العراق."  ردًا على سؤال من بروكاو حول ما إذا كان العراق يمثل "تهديدًا متزايدًا" كما أشار الرئيس بوش قبل الغزو، أجاب كاي:
"توم، التهديد الوشيك هو حكم سياسي. إنه ليس حكمًا تقنيًا. أعتقد أن بغداد كانت تصبح أكثر خطورة في السنتين الأخيرتين مما أدركنا حتى. لم يكن صدام يتحكم في المجتمع بعد الآن. في سوق الإرهاب وأسلحة الدمار الشامل، كان العراق يمكن أن يكون المورد إذا لم تتدخل الحرب."
في يونيو 2004، قامت الولايات المتحدة بإزالة 2 طن من اليورانيوم منخفض التخصيب من العراق، وهو ما يكفي من المواد الخام لصنع سلاح نووي واحد.
قال ديميتريوس بيريكوس، الذي كان حينها رئيس لجنة الأمم المتحدة للرصد والتحقق والتفتيش (UNMOVIC)، إن تقرير كاي يحتوي على معلومات قليلة لم تكن معروفة بالفعل لهم. وقد زعمت العديد من المنظمات، مثل مجلة "الأمن البيولوجي والإرهاب البيولوجي"، أن تقرير كاي هو "تحليل أسوأ الحالات".

#### الوثائق الملتقطة
تشير وثائق حرب العراق إلى حوالي 48,000 صندوق من الوثائق، وأشرطة الصوت، وأشرطة الفيديو التي تم التقاطها من قبل الجيش الأمريكي خلال غزو العراق عام 2003. يبدو أن العديد من هذه الوثائق توضح أن نظام صدام قد تخلى عن السعي لتحقيق قدرة أسلحة دمار شامل بحلول منتصف التسعينيات. أفادت وكالة أسوشيتد برس: "مرارًا وتكرارًا في النصوص، يذكر صدام ومساعدوه بعضهم البعض أن العراق دمر أسلحته الكيميائية والبيولوجية في أوائل التسعينيات، وأوقف تلك البرامج وبرنامج القنبلة النووية، الذي لم ينتج أبدًا سلاحًا." في أحد الاجتماعات الرئاسية في عام 1996، وصف أمير محمد رشيد، المسؤول الأعلى عن برنامج الأسلحة، محادثته مع مفتش الأسلحة من الأمم المتحدة رولف إيكيوس: "ليس لدينا شيء لنخفيه، لذا نحن نقدم لكم جميع التفاصيل." في اجتماع آخر، قال صدام لمساعديه: "لقد تعاونّا مع القرارات بنسبة 100 في المئة وأنتم جميعًا تعرفون ذلك، وأن النسبة 5 في المئة التي يدعون أننا لم ننفذها قد تستغرق 10 سنوات للتحقق منها. لا تظنوا لحظة أننا لا نزال نمتلك أسلحة دمار شامل. ليس لدينا شيء."  دعا عضو الكونغرس الأمريكي بيتر هوكسترا الحكومة الأمريكية لوضع الوثائق المتبقية على الإنترنت حتى يتمكن المتحدثون بالعربية حول العالم من مساعدتهم في ترجمة الوثائق.

#### الاكتشافات والحوادث بعد الحرب
منذ غزو العراق في 2003، تم الإعلان عن عدة اكتشافات تتعلق بالأسلحة الكيميائية، بما في ذلك نصف دزينة من الحوادث خلال الغزو نفسه.
في أبريل 2003، صادف مشاة البحرية الأمريكية عددًا من المباني التي أصدرت مستويات غير عادية من الإشعاع. وعند الفحص الدقيق، اكتشف الجنود "عديدًا من البراميل" التي تحتوي على يورانيوم منخفض الجودة، المعروف أيضًا باسم "الكعكة الصفراء". وفقًا لخبير مطلع على عمليات التفتيش النووية التابعة للأمم المتحدة، فإن القوات الأمريكية كانت قد وصلت إلى مركز الأبحاث النووية في التويثة، وكانت المواد محل التحقيق موثقة ومخزنة في حاويات محكمة ومراقبة من قبل الوكالة الدولية للطاقة الذرية منذ عام 1991. تم نقل المواد خارج العراق في يوليو 2008 وبيعت لشركة "كاميكو" الكندية لليورانيوم في صفقة وصفت بأنها بقيمة "عشرات الملايين من الدولارات".
حالة بعد الحرب حدثت في 9 يناير 2004، عندما اكتشف خبراء الذخائر الأيسلنديون والمهندسون العسكريون الدنماركيون 36 قذيفة هاون عيار 120 مم تحتوي على سائل مدفون في جنوب العراق. بينما أشارت الاختبارات الأولية إلى أن القذائف تحتوي على منفط، أظهرت التحليلات اللاحقة من قبل خبراء أمريكيين ودنماركيين أنه لا يوجد عامل كيميائي.
في 2 مايو 2004، تم العثور على قذيفة تحتوي على غاز الخردل في منتصف شارع غرب بغداد. أفادت التحقيقات من فريق الاستقصاء المتعلق بالعراق بأنها كانت "مخزنة بشكل غير صحيح"، وبالتالي كان الغاز "غير فعال" كعامل كيميائي مفيد. علق مسؤولو وزارة الدفاع أنهم لم يكونوا متأكدين ما إذا كان من المقرر استخدام الجهاز كقنبلة.
في 16 مايو 2004، تم استخدام قذيفة مدفع عيار 152 مم كقنبلة مرتجلة. انفجرت القذيفة وتلقى جنديان أمريكيان علاجًا لظهور طفيف لغاز الأعصاب (غثيان وتوسع حدقتين). في 18 مايو، أفادت تقارير من مسؤولي الاستخبارات في وزارة الدفاع الأمريكية أن الاختبارات أظهرت أن القذيفة ذات الغرفتين تحتوي على عامل كيميائي يُعتقد أنه السارين، وكانت القذيفة "على الأرجح" تحتوي على ثلاثة إلى أربعة لترات من المادة (في شكل مكونيها السابقين غير الممزوجين قبل الانفجار المذكور). قال مفتش الأسلحة الأمريكي السابق ديفيد كاي لوكالة أسوشيتد برس إنه "يشك في أن القذيفة أو غاز الأعصاب جاءا من مخزون مخفي، على الرغم من أنه لم يستبعد هذه الإمكانية". كما اعتبر كاي أنه من الممكن أن تكون القذيفة "تذكارًا قديمًا تم تجاهله عندما قال صدام إنه دمر مثل هذه الأسلحة في منتصف التسعينيات". وفقًا للجنرال مارك كيميت، من المحتمل أن يكون المتمردون الذين زرعوا القنبلة لم يعرفوا أنها تحتوي على السارين، وأكد مسؤول أمريكي آخر أن القذيفة لم تحمل علامات تشير إلى أنها مادة كيميائية. لاحقًا، خلصت فريق الاستقصاء المتعلق بالعراق إلى أن القذيفة "من المحتمل أنها جاءت من دفعة كانت مخزنة في قبو مجمع الأسلحة الكيميائية في المثنى خلال أواخر الثمانينيات لغرض اختبار التسرب".
في مقال نشرته وكالة أسوشيتد برس وفوكس نيوز في 2 يوليو 2004، أُفيد بأن رؤوس حربية تحتوي على غاز السارين يعود تاريخها إلى الحرب الإيرانية العراقية الأخيرة قد وُجدت في جنوب وسط العراق على يد القوات البولندية. تم تأمين الذخائر في 23 يونيو 2004، لكن اتضح أن الرؤوس الحربية لم تحتوي على غاز السارين بل "كانت فارغة جميعها واختبرت سلبيا لأي نوع من المواد الكيميائية" — وتبين أن البولنديين اشتروا القذائف بسعر 5000 دولار لكل واحدة.
في عام 2004، تم استرداد المئات من رؤوس الحرب الكيميائية من الصحراء بالقرب من الحدود الإيرانية العراقية. وفقًا لصحيفة "واشنطن بوست"، "تم دفن الذخائر بالقرب من الحدود الإيرانية، ثم نُسيت لفترة طويلة، من قبل القوات العراقية خلال حربها التي استمرت ثماني سنوات مع إيران". لم يعتبر المسؤولون أن الاكتشاف دليل على وجود برنامج أسلحة مستمر كان يُعتقد أنه موجود قبل بدء الغزو.
أبلغت الحكومة العراقية الأمم المتحدة في عام 2014 أن المتمردين المرتبطين بتنظيم الدولة الإسلامية قد استولوا على السيطرة على مؤسسة المثنى، بما في ذلك مستودع أسلحة كيميائية شمال غرب بغداد. تم تدمير المنشأة جزئيًا ووُضعت تحت إشراف أونسكوم بعد حرب الخليج عام 1991. وكانت تحتوي على حوالي 2500 صاروخ مملوء بالسارين عند مغادرتها في عام 1999. وقالت الأمم المتحدة إن الذخائر كانت "من نوعية رديئة" و"ستكون متدهورة إلى حد كبير بعد سنوات من التخزين في الظروف الموجودة هناك".

#### 2005: عملية الجشع
في عام 2005، تعاونت وكالة الاستخبارات المركزية (CIA) مع فرقة الاستخبارات التابعة للجيش للاتصال بفرد عراقي غير مُسَمّى لديه معرفة بوجود مخزونات من الأسلحة الكيميائية المتبقية والذخائر في العراق، والتي تعود إلى برنامج الأسلحة المهجور. تم تكليف مختصين في استغلال المواد الأجنبية من الكتيبة 203 للاستخبارات العسكرية، بالإضافة إلى متخصصين في الكيمياء ووحدات التخلص من الذخائر، بمهمة مساعدة في تدمير الأسلحة المستردة؛ حيث تم الاستحواذ على ما لا يقل عن 400 صاروخ من طراز بوراك وتدميرها.
لا يُعرف كيف حصل هذا الفرد على مخزونه. كانت العديد من الأسلحة في حالة متدنية بشدة وكانت فارغة أو تحتوي على سوائل غير قاتلة، لكن بعض الأسلحة التي تم تحليلها أظهرت تركيزًا من عوامل الأعصاب أعلى بكثير مما توقعته الاستخبارات العسكرية في البداية، حيث وصل "نقاء العامل إلى 25 في المئة للأسلحة السارين الوحدوية المستردة". في مرة واحدة على الأقل، حاول البائع غير المُسَمّى بيع أسلحة بمكونات كيميائية مزيفة، وهدد أيضًا "بتسليمها إلى المتمردين ما لم يتم استلامها".

#### جلسة استماع لجنة الخدمات المسلحة في مجلس النواب 2006
في 21 يونيو 2006، أصدرت اللجنة الدائمة للاستخبارات في مجلس النواب الأمريكي نقاطًا رئيسية من تقرير سري قدمه لهم المركز الوطني للاستخبارات الأرضية حول استعادة الأسلحة الكيميائية في العراق. أفاد الملخص الذي تم فك سريته بأن "القوات المتحالفة استعادت منذ عام 2003 حوالي 500 ذخيرة تحتوي على غاز الخردل أو غاز السارين المتحلل"، وأن الذخائر الكيميائية "يُعتقد أنها لا تزال موجودة" وأنها "يمكن أن تُباع في السوق السوداء". كان يُعتقد أن جميع الأسلحة قد تم تصنيعها في الثمانينات وتعود إلى حرب العراق مع إيران. دفعت هذه المعلومات السيناتور الأمريكي ريك سانتورم لعقد مؤتمر صحفي أعلن فيه "لقد وجدنا أسلحة دمار شامل في العراق".
خلال اجتماع لجنة الخدمات المسلحة في مجلس النواب، أوضح قائد المركز، العقيد جون تشيو، أن الذخائر "متآكلة بشدة في معظم الحالات وبعضها تم تفكيكه عمدًا لمنع استخدامه". ومع ذلك، في رد على سؤال من عضو اللجنة النائب كيرت ويلدون، وافق العقيد تشيو على أن الذخائر تفي بالتعريف الفني لأسلحة الدمار الشامل. وأكد أن "هذه أسلحة كيميائية كما هو محدد في اتفاقية الأسلحة الكيميائية، ونعم، إنها تشكل أسلحة دمار شامل". عارض خبير الأسلحة ديفيد كاي، الذي حضر أيضًا أمام اللجنة، هذا التقييم، مؤكدًا أن أي سلاح كيميائي تم إنتاجه في العراق في الثمانينات لن يبقى سلاح دمار شامل فعالًا اليوم. قال كاي إن العامل الكيميائي، على الرغم من كونه خطيرًا، هو "أقل سمية من معظم الأشياء التي يحتفظ بها الأمريكيون تحت حوض المطبخ في الوقت الحالي". تحدث خبير الأسلحة تشارلز ديويلفر في برنامج "حديث الأمة" على الإذاعة الوطنية العامة، حيث اتفق مع ديفيد كاي قائلاً: "قلنا في تقرير فريق الاستقصاء المتعلق بالعراق (ISG) إن مثل هذه الذخائر الكيميائية قد لا تزال تُكتشف. ولكن تلك التي تم العثور عليها تعود إلى فترة حرب العراق مع إيران. إنها تقريبًا بعمر 20 عامًا، وهي في حالة تدهور. من المثير للاهتمام أن هناك العديد منها لم يكن مُسَجّلًا، لكنها لا تُعتبر سلاح دمار شامل، على الرغم من أنها قد تشكل خطرًا محليًا."
في سبتمبر من نفس العام، أفاد تقرير لجنة الاستخبارات في مجلس النواب حول الاكتشافات بعد الحرب أن هذه الاكتشافات تتماشى مع تقييم مجموعة دراسة العراق بأن "العراق وقوات التحالف ستستمر في اكتشاف أعداد صغيرة من الأسلحة الكيميائية المتدهورة، والتي أساء النظام السابق إدارتها أو دمرها بشكل غير صحيح قبل عام 1991. وتعتقد مجموعة الدراسة أن معظم هذه الأسلحة كانت مُهملة أو مُنسية أو ضائعة خلال حرب العراق مع إيران، حيث تم نشر عشرات الآلاف من الذخائر الكيميائية في جبهات القتال المتغيرة بشكل متكرر وسريع."

#### تقرير التحقيق لصحيفةنيويورك تايمز
في أكتوبر 2014، أفادت صحيفة نيويورك تايمز بأن العدد الإجمالي للذخائر المكتشفة منذ عام 2003 قد بلغ 4990، وأن أفراد الخدمة الأمريكية تعرضوا للإصابة أثناء عملية التخلص من الذخائر. وزعم الجنود الأمريكيون الذين أبلغوا عن تعرضهم لغاز الخردل والسارين أنهم طُلب منهم الحفاظ على سرية تعرضهم، وأحيانًا كانوا يرفضون قبول العلاج في المستشفى أو الإخلاء إلى الوطن رغم طلب قادتهم. قال أحد الرقباء السابقين: "لقد قيل لنا بشكل قاطع ألا نتحدث عن ذلك". وأشار المشاركون إلى أن جميع الذخائر قد تم تصنيعها قبل عام 1991، ووجد أن جزءًا كبيرًا منها كان متسخًا أو صدئًا أو متآكلًا، ولم يكن من السهل التعرف عليها كذخائر كيميائية.كانت بعض هذه القنابل فارغة، رغم أن العديد منها كانت لا تزال تحتوي على غاز الخردل القوي أو بقايا غاز السارين. ولم يكن من الممكن استخدام أغلبها على النحو الذي صممت من أجله، وعندما انفجرت تسببت في انتشار المواد الكيميائية على مساحة محدودة".
وبحسب التقرير، "ترتبط العديد من حوادث الأسلحة الكيميائية حول أنقاض منشأة المثنى، مركز إنتاج العوامل الكيميائية في العراق في الثمانينات". كانت المنشأة تحت إشراف مفتشي الأسلحة التابعين للأمم المتحدة بعد حرب الخليج الأولى، وكانت تعرف بأنها تضم حوالي 2500 ذخيرة كيميائية متآكلة. ومع ذلك، تُرك المجمع الكبير غير مُشَغَّل بعد بدء الأعمال العدائية في عام 2003، وكان عرضة للنهب. اقترح المشاركون في الاكتشافات سببًا آخر لإخفاء تعرضهم، حيث بدت بعض القذائف الكيميائية "وكأنها صممت في الولايات المتحدة، وصُنعت في أوروبا وملئت في خطوط إنتاج العوامل الكيميائية التي أنشأتها شركات غربية في العراق".

### إعلان 2009
انضمت العراق إلى معاهدة حظر الأسلحة الكيميائية في عام 2009، حيث أعلنت عن "وجود مخزنين يحتويان على ذخائر كيميائية مملوءة وغير مملوءة، وبعض المواد الأولية، بالإضافة إلى خمسة منشآت سابقة لإنتاج الأسلحة الكيميائية"، وفقًا للمدير العام لمنظمة حظر الأسلحة الكيميائية، روجيليو فيرتر. لم تُعلن أي خطط في ذلك الوقت لتدمير هذه المواد، على الرغم من أنه تم الإشارة إلى أن المخازن تعرضت لأضرار خلال حرب 2003، وأن أي تفتيش للموقع يجب أن يُخطط له بعناية.
أشار المتحدث باسم منظمة حظر الأسلحة الكيميائية، مايكل لوهان، إلى أن الإعلان لم يحمل أي مفاجآت. فقد تم "إخراج" المنشآت الإنتاجية من الخدمة نتيجة الغارات الجوية خلال الصراع عام 1991، بينما قام موظفو الأمم المتحدة بعد ذلك بتأمين الذخائر الكيميائية في المخازن. صرح لوهان في ذلك الوقت: "هذه أسلحة قديمة، بقايا". ولم يرغب في مناقشة عدد الأسلحة المخزنة في المخازن أو المواد التي تحتويها، حيث لم يُعتقد أن الأسلحة كانت في حالة قابلة للاستخدام.
تم الانتهاء من تدمير هذه البقايا في عام 2018.

## تصورات العامة
في دراسة نُشرت في عام 2005، قام مجموعة من الباحثين بتقييم تأثير تقارير الأخبار والتراجعات في وسائل الإعلام على ذاكرة الناس بشأن البحث عن أسلحة الدمار الشامل في العراق خلال حرب العراق عام 2003. ركزت الدراسة على سكان في دولتين من دول التحالف (أستراليا والولايات المتحدة) ودولة واحدة معارضة للحرب (ألمانيا). وقد توصلت الدراسة إلى ثلاث استنتاجات:
1. يمكن أن تسهم تكرار الأخبار المؤقتة، حتى لو تم نفيها لاحقًا، في خلق ذكريات زائفة لدى نسبة كبيرة من الناس.
2. بمجرد نشر المعلومات، فإن تصحيحها لاحقًا لا يغير من اعتقادات الناس إلا إذا كانوا مشككين في الدوافع وراء الأحداث التي تتناولها الأخبار.
3. عندما يتجاهل الناس التصحيحات، فإنهم يفعلون ذلك بغض النظر عن مدى تأكدهم من وقوع التصحيحات.

استطلاع تم إجراؤه بين يونيو وسبتمبر 2003 سأل الناس عما إذا كانوا يعتقدون أنه تم اكتشاف دليل على وجود أسلحة دمار شامل في العراق. كما سُئلوا عن مصادر الأخبار التي يعتمدون عليها. كان أولئك الذين يحصلون على أخبارهم بشكل أساسي من قناة "فوكس نيوز" أكثر عرضة بثلاث مرات للاعتقاد بأنه تم اكتشاف دليل على وجود أسلحة دمار شامل في العراق مقارنةً بأولئك الذين اعتمدوا على "PBS" و"NPR" لأخبارهم، وكانوا أكثر احتمالًا بنسبة الثلث من الذين كانوا يشاهدون "CBS" بشكل أساسي.

## وصلات خارجية
- Congressional Research Service (CRS) Reports regarding Iraq[وصلة مكسورة]
- WMD theories and conspiracies[وصلة مكسورة] Prospect magazine
- LookSmart - Iraq WMD Controversy[وصلة مكسورة] directory category
- Washington Post article by Arthur Keller a former CIA case worker who worked on trying to find WMDs in Iraq
- Richard S. Tracey, Trapped by a Mindset: The Iraq WMD Intelligence Failure, 23 January 2007, Air & Space Power Journal.
- Teaser of upcoming documentary film Land of Confusion featuring Pennsylvania Army National Guard Soldiers assigned to the Iraq Survey Group in 2004-05.
- Annotated bibliography for the Iraqi nuclear weapons program from the Alsos Digital Library for Nuclear Issues